# Batu Berdaun
Batu Berdaun is een bestuurslaag in het regentschap Lingga van de provincie Riouwarchipel, Indonesië. Batu Berdaun telt 2896 inwoners (volkstelling 2010).